# Пропасть (пьеса)
«Пропасть» (азерб. Uçurum / اوچوروم), или «Учурум» — стихотворная драма, трагедия в четырёх действиях азербайджанского поэта и драматурга Гусейна Джавида, написанная в 1917 году. Впервые пьеса была опубликована в 1926 году в Баку Азербайджанским Государственным Издательством. Вторично пьеса была издана лишь в 1968 году, в первом томе «Избранных произведений» Джавида. Первая постановка пьесы состоялось в 1922 году. Так, в театральном сезоне 1922/23 годов пьеса ставилась на сцене Государственного тюркского (азербайджанского) театра имени Дадаша Буниятзаде режиссёром Аббас-Мирзой Шарифзаде.
Это одна из драм Джавида, в которой особое место занимают люди, столкнувшиеся с несправедливостью общества и остающиеся наедине со своими переживаниями. Считалось также, что пьеса отмечена пантюркистскими настроениями.